# Iroquois (South Dakota)
Iroquois is een plaats (city) in de Amerikaanse staat South Dakota, en valt bestuurlijk gezien onder Beadle County en Kingsbury County.

## Demografie
Bij de volkstelling in 2000 werd het aantal inwoners vastgesteld op 278.
In 2006 is het aantal inwoners door het United States Census Bureau geschat op 253, een daling van 25 (-9,0%).

## Geografie
Volgens het United States Census Bureau beslaat de plaats een oppervlakte van
1,4 km², geheel bestaande uit land. Iroquois ligt op ongeveer 434 m boven zeeniveau.

## Plaatsen in de nabije omgeving
De onderstaande figuur toont nabijgelegen plaatsen in een straal van 24 km rond Iroquois.